# Christoph 70

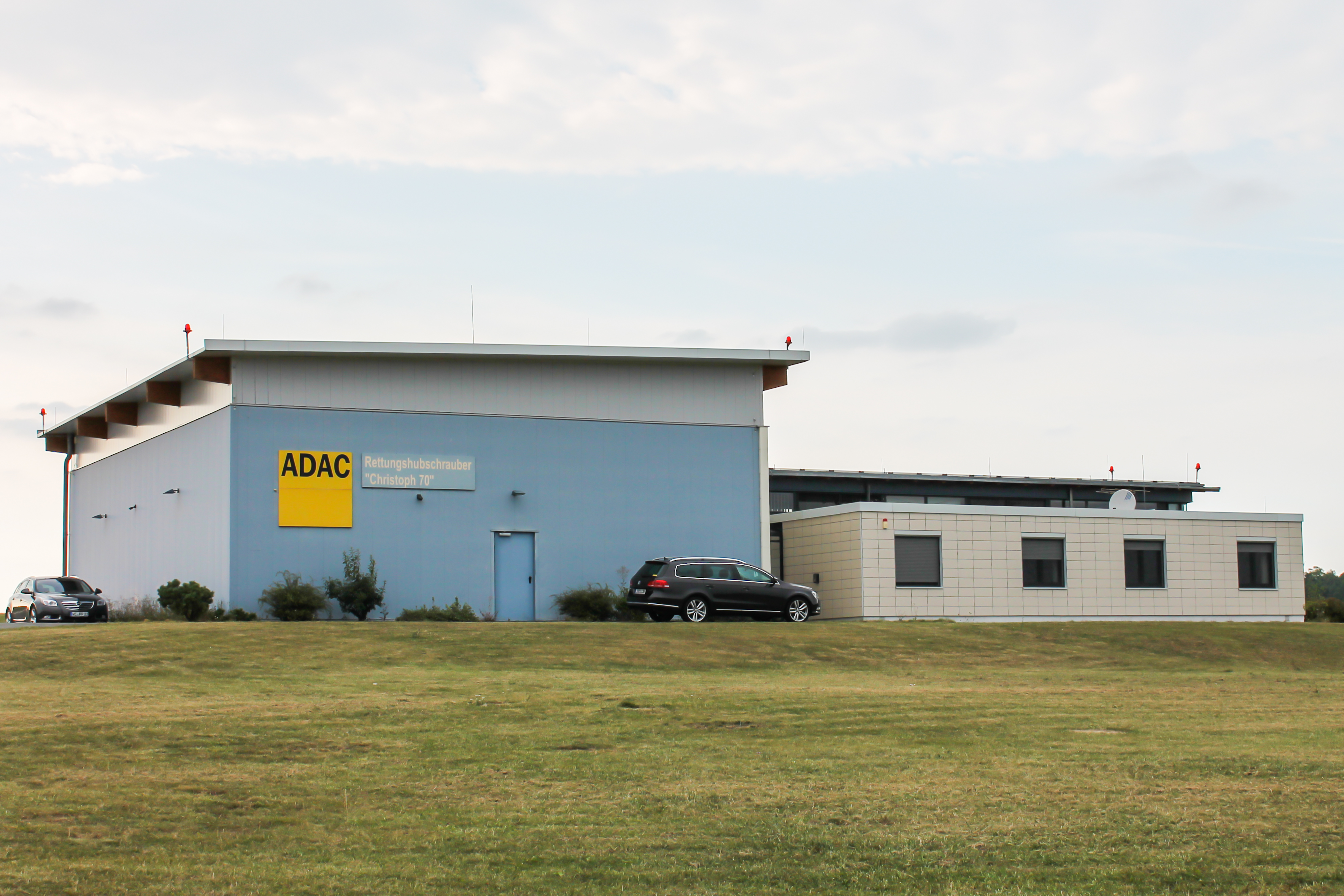
Luftrettungszentrum am Flugplatz Jena-Schöngleina

Christoph 70 ist der Funkrufname eines Rettungshubschraubers, der für die Luftrettung in und um Jena bereitgestellt wird. Er wird von der ADAC Luftrettung betrieben und ist täglich von 7 Uhr bis Sonnenuntergang einsatzbereit.

## Station, Einsatz und Besetzung
Im Juni 1994 wurde der Flugbetrieb am Flugplatz Jena-Schöngleina zunächst unter dem Funkrufnamen SAR 77 mit einer Bell UH-1D der Bundeswehr aufgenommen. Im Januar 1998 übernahm die ADAC Luftrettung den Flugbetrieb. Im Jahr 2005 erhielt Christoph 70 ein neues Luftrettungszentrum am Rand des Flugplatzes. Er ist täglich von 7 Uhr bis Sonnenuntergang einsatzbereit und wird über die Rettungsleitstelle Jena alarmiert. Die ADAC Luftrettung setzt für Christoph 70 einen Eurocopter EC 135 ein.
Bei seinen Einsätzen ist Christoph 70 mit einem von insgesamt drei Piloten der ADAC Luftrettung, einem Notarzt aus dem Jenaer Universitätsklinikum und einem Notfallsanitäter des DRK-Kreisverband Jena-Eisenberg-Stadtroda besetzt. Die Notfallsanitäter gehören als HEMS Crew Member zur Hubschrauberbesatzung und unterstützen den Piloten.
Christoph 70 ist neben den beiden von der DRF Luftrettung betriebenen Christoph 60 in Suhl und Christoph 37 in Nordhausen einer von drei Rettungshubschraubern in Thüringen. Zusätzlich steht der Intensivtransporthubschrauber Christoph Thüringen hauptsächlich für Patientenverlegungen und Sekundäreinsätze bereit, kann aber auch zu Primäreinsätzen alarmiert werden.

## Einsatzstatistik
| Jahr     | 1994 | 1995 | 1996 | 1997 | 1998 | 1999 | 2000 | 2001 | 2002 | 2003 | 2004 | 2005 | 2006 | 2007 | 2008 |
| Einsätze | 456  | 756  | 761  | 761  | 761  | 1157 | 1186 | 1095 | 1091 | 1170 | 1277 | 1268 | 1358 | 1410 | 1297 |

| Jahr     | 2009 | 2010 | 2011 | 2012 | 2013 | 2014 | 2015 | 2016 | 2017 | 2018 | 2019 | 2020 | 2021 | 2022 |
| Einsätze | 1441 | 1389 | 1364 | 1414 | 1440 | 1327 | 1448 | 1367 | 1339 | 1257 | 1273 | 1153 | 1195 | 1190 |

## Sonstiges
Der Rufname Christoph 70 geht auf den heiligen Christophorus zurück, den Schutzpatron der Reisenden und ihrer Transportmittel. Nach ihm tragen alle deutschen Rettungshubschrauber den BOS-Funk-Rufnamen Christoph, gefolgt von einer Nummer bei Rettungshubschraubern und einer Bezeichnung zum Standort bei Intensivtransporthubschraubern.